# Hans Jung
Hans Jung (n. 1902 – d. 1945) a fost primar al orașului Timișoara, precum și inspector de partid și Kreisleiter NSDAP al Grupului Etnic German din România.

## Biografie
O solicitare din partea Institutului German de Studii Externe (DAI) din 13 iunie 1940 către Comunitatea Germană din România, cu sediul în Sibiu, a oferit următoarea informație despre Hans Jung la data de 8 iulie 1940:
„Hans Jung, avocat, în vârstă de 38 de ani, căsătorit, tată a 5 copii, este un muncitor intelectual serios, ambițios și conștiincios, cu o apariție sigură și plină de încredere, calități accentuate de aspectul său exterior avantajos. Cu aceste caracteristici și calități, își îndeplinește în mod satisfăcător și funcția actuală de șef al filialei noastre din București.” 
Jung avea titlul academic de doctor. Din 29 ianuarie până în 5 februarie 1941 a ocupat pentru scurt timp funcția de primar al Timișoarei. Ca urmare a înlăturării lui Peter Anton⁠(d) din funcția de Gauleiter al Banatului, Jung, „venit din rândurile mișcării național-socialiste”, a fost numit în această poziție de conducerea Grupului Etnic German. Ca succesor al său în funcția de primar a fost propus avocatul Peter Warth, însă Eugen Pop a preluat funcția după Jung.
La 16 noiembrie 1941, Jung a administrat jurământul de credință către Adolf Hitler și Ion Antonescu unui grup de 1500 de membri în uniformă ai Deutsche Mannschaft în curtea Școlii Prinz Eugen din Timișoara. În toamna anului 1942, generalul român Constantin Deliceanu, prefectul județului Timiș-Torontal, a protestat împotriva ordinului Ministerului de Interne, care obliga toți evreii din Banat să poarte steaua galbenă. Hans Jung a criticat vehement poziția lui Deliceanu.
Prin dispoziția liderului Grupului Etnic German, Andreas Schmidt, Jung a fost numit, începând cu data de 24 februarie 1943, în funcția de lider de district (Kreisleiter) al Timișoarei și inspector NSDAP al Grupului Etnic German, în urma desființării regiunilor și conducerilor regionale ale organizației. La 16 iulie 1943, în această calitate, Jung a ținut un discurs de rămas-bun pentru 1400 de „voluntari” Waffen-SS la Timișoara. Alți 800 de „voluntari” Waffen-SS din Timișoara și împrejurimi au fost trimiși la 25 iulie, iar ultimul transport de „voluntari” din Banat a avut loc la 30 iulie 1943.
În ianuarie 1944, Jung a fost trimis pe front, o misiune care i-a fost „aprobată” de liderul comunității germane, Andreas Schmidt, pe 22 decembrie 1943.

## Publicații
- Starke und schwache Seiten im Fachwissen unserer in Deutschland lebenden siebenbürgischen Bauern. In: Korrespondenzblatt junger Siebenbürger Sachsen 1953–1955. 1953, S. 53–57.[16]
- Ziarul Südostdeutsche Tageszeitung a publicat discursul lui Hans Jung la deschiderea Winterhilfswerk (WHW) în districtul Sibiu, pe 3 octombrie 1942, în care el a declarat, printre altele, următoarele:[17]

„[…] Un efort extraordinar pulsează prin poporul german ca niciodată înainte. Frontul și patria, tineri și bătrâni, bărbați și femei, toți muncesc și creează pentru a se angaja în slujba Führer-ului, a poporului și a victoriei. […] Dar povara și sacrificiile sunt încă reduse în comparație cu ceea ce s-ar fi întâmplat dacă Führer-ul nu ne-ar fi eliberat de pericolul bolșevic. Poporul german a înțeles de multă vreme necesitatea marelui sacrificiu pentru Winterhilfswerk (WHW). Dacă ne gândim că în Reich donația pentru WHW este, în medie, de 1000 de lei și că grupul nostru etnic a fost cruțat de cele mai mari sacrificii, cum ar fi atacurile aeriene, atunci trebuie să se ridice în acest an la nivelul sacrificiilor făcute în Reich. […] Nu se poate să te bucuri de roadele victoriei fără a-ți asuma greutățile implicării. Comunitatea va elimina toți speculanții care nu sacrifică nimic și care vor să profite de pe urma războiului […]. Anul trecut, când a fost emisă parola WHW, conducerea comunității a realizat un surplus de 62%. Ea trebuie și va tripla acest rezultat în acest an. […] Nimeni nu poate spune astăzi că este imposibil să contribuie, deoarece în istoria ultimilor 20 de ani, cuvântul „imposibil” a dispărut din limbaj, Führer-ul a demonstrat acest lucru prin ceea ce a realizat cu poporul german. „Adolf Hitler poruncește, noi, ca germani, ne supunem până la ultima suflare.”